# 長鴻出版社
長鴻出版社股份有限公司（Ever Glory Publishing Co., Ltd.），簡稱長鴻，是台灣的一家漫畫出版社，創立於1991年6月，書籍發行所位在台南市安平工業區內。長鴻出版社為南一書局子公司，其發行的全部漫畫皆委託南一書局印刷廠印製。

## 歷史
- 1991年6月 - 公司成立。
- 1992年10月 - 出版秋田書店《週刊少年Champion》中文版《冠軍少年》。
- 1992年11月 - 出版學習研究社中文版《小精靈文庫》。
- 1992年12月 - 開始代理小學館和集英社漫畫單行本；出版秋田書店《月刊Princess（日语：月刊プリンセス）》中文版《開心少女》。
- 1993年9月 - 開始代理講談社漫畫單行本。
- 1993年12月 - 開始代理雙葉社漫畫單行本。
- 1994年10月 - 出版美國DC漫畫及驚奇漫畫授權《蝙蝠俠》、《特異功能組》中文版；開始代理香港文化傳信漫畫單行本。
- 1995年2月 - 開始代理白泉社漫畫單行本。
- 1995年9月 - 開始代理角川書店漫畫單行本。
- 1996年6月 - 開始代理新書館漫畫單行本。
- 1996年7月 - 出版講談社《NAKAYOSI》中文版《美少女月刊》。
- 1996年11月 - 開始代理香港玉皇朝漫畫單行本。
- 1997年5月 - 第1屆長鴻漫畫新人獎開始徵稿。
- 1997年8月 - 出版秋田書店中文版《絕叫13恐怖月刊》。
- 1999年10月 - 長鴻漫畫家高永的作品《星座刑事》與鄭玉兒的作品《銀河彼端》授權推出韓文版。
- 2004年3月 - 《Candy月刊》創刊，刊載小學館月刊連載作品及國人作家作品。

## 出版品

### 雜誌
斜體表示已停刊。
- Candy月刊 - 主要刊載日本小學館和台灣本土作品的少女漫畫雜誌。月刊。
- 開心少女月刊
- 美少女月刊
- Lamon月刊

### 漫畫
- 男性向（Male） - 男性向漫畫書系。
- 女性向（Female） - 女性向漫畫書系。
- 耽美向（BL&GL） - BL和GL向漫畫書系。
- 一般向（Public） - 一般向漫畫書系。

## 出版問題

### 書系與裝幀設計
長鴻曾三次大幅變更書系及封面設計。第一次將原本「少年」和「少女」兩大書系變更為以文字說明加上數字編號的書系分類，共25種；2007年，第二次變更書系，簡化分類項目並以彩虹為概念分成七色書系。現在則調整為男性向、女性向、耽美向和一般向四大系列；但七色書系時期代理作品的後續單行本，書脊裝幀維持原有設計不變。

### 斷尾
台灣網路流行語「長鴻引進門，後續看原文」，表示長鴻出版社代理某部日本漫畫的中文版單行本，卻時隔多年未發行全部集數，稱為「斷尾」，使讀者只能轉而買日版單行本看結局。《機械女僕》、《女僕咖啡廳》、《生存遊戲》、《低俗靈白日夢》、《惑星公主蜥蜴騎士》、《成惠的世界》等漫畫，都是長鴻代理卻斷尾的漫畫。

## 外部連結
- 長鴻出版社 （页面存档备份，存于）
- 長鴻出版社的Facebook專頁
- 長鴻出版社的新浪微博
- 長鴻出版社(egmanga06)的X（前Twitter）
- 長鴻出版社長鴻噗小編 的Plurk專頁
- 月刊Candy官方部落格 （页面存档备份，存于）